# Tony Judt
Tony Robert Judt [džat] (2. ledna 1948 Londýn – 6. srpna 2010 New York) byl britský historik, univerzitní profesor, který se specializoval na moderní evropské dějiny, a veřejný intelektuál. Je známý svými esejemi, v nichž se kriticky vyjadřoval k zahraniční politice USA, státu Izrael a budoucnosti Evropy. Ve svém mládí původně inklinoval jako teenager k levicovému sionismu, nicméně nedlouho poté opustil svoji víru v agrární socialismus a marxismus a prohlašoval se za "universalistického sociálního demokrata.

## Životopis
Narodil se v sekulární a apoliticky smýšlející židovské rodině, nicméně i přesto ho jeho rodiče pobízeli k tomu, aby se připojil k levicové sionistické organizaci Dror, kde si měl najít přátele. Strávil několik let jako pomocník v kibucech. Sloužil také jako pomocná síla v izraelské armádě během šestidenní války v roce 1967. Pracoval zde jako tlumočník pro další dobrovolníky v nově dobytých Golanských výšinách. Zde podle svých slov ztratil svoji víru v sionismus a začal vnímat Izrael jako tu "špatnou okupační mocnost", přičemž vlastní definice Izraele jako židovského státu z něj učinila anachronismus. Postoje vůči Izraeli z něj udělaly polarizující a kontroverzní postavu. V roce 2003 navrhl tzv. "one state solution", dvounárodnostní stát Izrael, v němž by Židé i Arabové měli rovnoprávné postavení.
Studoval na univerzitách v Cambridge a Paříži a působil mj. jako profesor Newyorské univerzity a ředitel Remarqueova institutu, který založil v roce 1995. Jeho prvotním zájmem byla francouzská intelektuální historie, později se začal věnovat i problémům evropských dějin.
V 70. a 80. letech se zabýval také děním v zemích východního bloku. Díky tomu navázal styky s disidenty a mj. se také naučil česky.
V roce 2008 mu byla diagnostikována amyotrofická laterální skleróza a od října roku 2009 byl ochrnutý od krku dolů. Na ALS zemřel ve svém domě na Manhattanu 6. srpna roku 2010. Za svůj život byl třikrát ženatý, přičemž první dvě manželství skončila rozvodem. Přežila ho jeho třetí manželka, taneční kritička Jennifer Homans a jeho dva synové Daniel a Nicholas.

## Publikace
- Marxism and the French Left : Studies on Labour and Politics in France 1830–1982. Clarendon, 1990. ISBN 0-19-821578-9.
- A Grand Illusion?: An Essay on Europe. Douglas & McIntyre, 1996. ISBN 0-8090-5093-5. (česky Velká iluze? Esej o Evropě. Překlad Martin Pokorný. Praha : Prostor, 2020. 168 s. ISBN 978-80-7260-445-6.)
- The Burden of Responsibility : Blum, Camus, Aron, and the French Twentieth Century. University of Chicago Press, 1998. ISBN 0-226-41418-3.
- Socialism in Provence 1871–1914 : A Study in the Origins of the Modern French Left. Cambridge University Press, 2000. ISBN 0-521-22172-2.
- Identity Politics In A Multilingual Age. Palgrave, 2004. ISBN 1-4039-6393-2.
- Postwar : A History of Europe Since 1945. Penguin Press, 2005. ISBN 1-59420-065-3. (česky Poválečná Evropa : historie po roce 1945. Praha : Slovart, 2008. 986 s. ISBN 978-80-7391-025-9.)
- Reappraisals : Reflections on the Forgotten Twentieth Century. Penguin Press, 2008. ISBN 1-59420-136-6.
- Ill Fares the Land. Penguin Press, 2010, ISBN 1-59420-276-1. (česky Zle se vede zemi : pojednání o naší současné nespokojenosti. Praha : Rybka, 2011. 191 s. ISBN 978-80-87067-32-1.)